# Élection présidentielle ouest-allemande de 1984
L’élection présidentielle ouest-allemande de 1984 (en allemand : Wahl des deutschen Bundespräsidenten 1984), huitième élection présidentielle de la République fédérale d'Allemagne, se tient le 23 mai 1984, afin d'élire le président fédéral pour un mandat de cinq ans au suffrage indirect.
Le président sortant Karl Carstens, en fonction depuis cinq ans, est rééligible mais choisit de ne pas se représenter. Le bourgmestre-gouverneur de Berlin-Ouest Richard von Weizsäcker, membre de l'Union chrétienne-démocrate, est élu chef de l'État dès le premier tour avec le soutien du Parti social-démocrate.

## Contexte
La coalition sociale-libérale au pouvoir depuis 1969 et dirigée par le chancelier fédéral social-démocrate Helmut Schmidt est rompue le 17 septembre 1982 en raison de désaccords sur la politique économique et sociale allemande. Deux semaines plus tard, le chrétien-démocrate Helmut Kohl est élu chancelier par le Bundestag à la suite de l'adoption d'une motion de censure constructive avec le soutien des libéraux.
Lors des élections fédérales anticipées du 6 mars 1983, les chrétiens-démocrates manquent de trois sièges la majorité absolue tandis que les écologistes font leur entrée au Bundestag.

## Mode de scrutin
Le président fédéral (en allemand : Bundespräsident) est le chef de l'État de la République fédérale d'Allemagne.
Il est élu pour un mandat de cinq ans renouvelable une fois consécutivement par l'Assemblée fédérale (Bundesversammlung). Elle se compose de l'ensemble des députés du Bundestag et d'un nombre égal de délégués des Länder élus par leurs assemblées parlementaires.
L'élection est acquise si un candidat remporte un nombre de voix équivalent à la majorité absolue des membres de l'Assemblée. Si aucun postulant n'a obtenu un tel résultat après deux tours de scrutin, un troisième tour est organisé où la majorité simple des voix est suffisante pour l'emporter.

### Composition de l'Assemblée fédérale
L'Assemblée fédérale se réunit à la salle Beethoven de Bonn, sous la présidence de Rainer Barzel, président du Bundestag.
|                             |        |     |     |     |     |     |    |       |
| Land                        | Grünen | SPD | FDP | CDU | CSU | REP | NI | Total |
| Land                        |        |     |     |     |     |     |    | Total |
| Bade-Wurtemberg             | 3      | 25  | 6   | 43  | 43  | 0   | 0  | 77    |
| Bavière                     | 0      | 33  | 0   | 61  | 61  | 0   | 0  | 94    |
| Berlin                      | 1      | 5   | 0   | 9   | 9   | 0   | 0  | 15    |
| Brême                       | 0      | 4   | 0   | 2   | 2   | 0   | 0  | 6     |
| Hambourg                    | 1      | 7   | 0   | 5   | 5   | 0   | 0  | 13    |
| Hesse                       | 3      | 22  | 3   | 18  | 18  | 0   | 0  | 46    |
| Basse-Saxe                  | 4      | 24  | 3   | 33  | 33  | 0   | 0  | 64    |
| Rhénanie-du-Nord-Westphalie | 0      | 74  | 0   | 67  | 67  | 0   | 0  | 141   |
| Rhénanie-Palatinat          | 0      | 14  | 0   | 18  | 18  | 0   | 0  | 32    |
| Sarre                       | 0      | 5   | 0   | 4   | 4   | 0   | 0  | 9     |
| Schleswig-Holstein          | 0      | 11  | 0   | 12  | 12  | 0   | 0  | 23    |
| Délégués                    | 12     | 224 | 12  | 211 | 61  | 0   | 0  | 520   |
| Bundestag                   | 27     | 202 | 35  | 203 | 50  | 2   | 1  | 520   |
| Total                       | 39     | 426 | 47  | 414 | 111 | 2   | 1  | 1040  |

## Candidats
| Candidat | Candidat | Candidat               | Candidat | Parti                                        | Fonction                               |
| -------- | -------- | ---------------------- | -------- | -------------------------------------------- | -------------------------------------- |
|          |          | Luise Rinser           | 73 ans   | Indépendante                                 |                                        |
|          |          | Richard von Weizsäcker | 64 ans   | Union chrétienne-démocrate d'Allemagne (CDU) | Bourgmestre-gouverneur de Berlin-Ouest |

## Résultats
| Candidat                 | Candidat                 | Parti                    | Premier tour | Premier tour |
| Candidat                 | Candidat                 | Parti                    | Voix         | %            |
| ------------------------ | ------------------------ | ------------------------ | ------------ | ------------ |
|                          | Richard von Weizsäcker   | CDU                      | 832          | 92,44        |
|                          | Luise Rinser             | Sans                     | 68           | 7,56         |
|                          |                          |                          |              |              |
| Majorité requise         | Majorité requise         | Majorité requise         | 521 voix     | 521 voix     |
|                          |                          |                          |              |              |
| Suffrages exprimés       | Suffrages exprimés       | Suffrages exprimés       | 900          | 98,79        |
| Votes blancs et nuls     | Votes blancs et nuls     | Votes blancs et nuls     | 11           | 1,21         |
| Total                    | Total                    | Total                    | 911          | 100          |
| Abstentions              | Abstentions              | Abstentions              | 117          | 11,25        |
| Absents                  | Absents                  | Absents                  | 12           | 1,15         |
| Inscrits / Participation | Inscrits / Participation | Inscrits / Participation | 1 040        | 87,60        |